# День святої Варвари

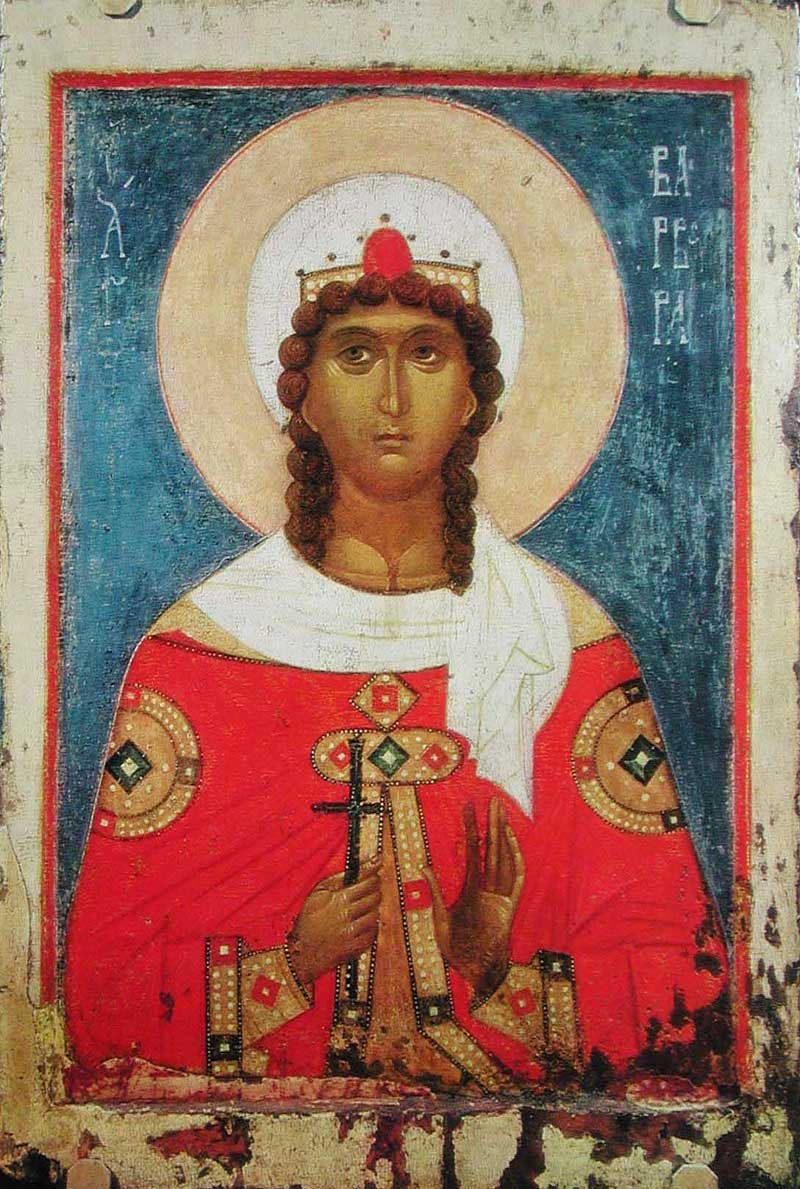
Ікона святої Варвари

День святої Варвари — народно-християнське свято на честь великомучениці Варвари. Його святкують 4 грудня православні християни і араби християни у Лівані, Сирії, Йорданії і Палестині. Є частиною ряду свят на Миколи (свята Варвари, Сави та Миколи).

## Традиційне святкування в Україні
Святу Варвару вважають покровителькою гірників та жінок. В Україні День святої Варвари святкують лише жінки. На це свято дівчата готували вареники з маком чи сиром. З-поміж них обов'язково мали бути «пірхуни» — вареники, начинені борошном. Звареними варениками частували хлопців, уважно стежачи, кому саме попаде «пірхун». Невдаху, який витяг такого вареника, довгий час так і дражнили — «пірхун». Також цього дня дівчата заготовляли галузки з вишень і ставили у воду: якщо гілочки зацвітали на Різдво, то це віщувало про швидкий шлюб.
Також, у День святої Варвари дівчата ворожили на долю. Цього дня вони йшли в сад, ламали гілку вишні та ставили її у воду. Якщо на Різдво гілочки зацвітали, то це віщувало шлюб цього року. Якщо ж ні — сидіти в дівках.

## Святкування в інших слов'ян
Гагаузи і болгари вранці пекли обрядову коржик, змащений медом «за здоров'я дітей» і «щоб полегшити муки св. Варвари». Рано вранці нею частували сусідів. Варвару вшановували як цілительку від кору і віспи.
На Білорусі в селах, розташованих біля річок та озер, день відзначали для того, щоб «дзеці і жывёла не тапіліся». А щоб краще плодилася живність і велася скотина — пеклися пироги з маком, які називалися «вареники» або ліпили з пшеничного тіста голови, роги, ноги, копита, вуха і годували цим печивом хворих. Щоб був багатий урожай в полі, варили ритуальну кашу із зерен пшениці, кукурудзи, гороху тощо або тільки з пшениці.
У Хорватії зберігся давній звичай «посівання» на Варвару, хоча зазвичай це відбувається на Різдво. У Хорватії подекуди досі цього дня дарують дітям подарунки і ворожать. У хорватській Славонії першого відвідувача цього дня називають «положаї» (полазник). Господиня виходить йому назустріч і кукурудзою чи іншим зерном і обсипає його. Увійшовши до будинку обов'язково з правої ноги, положая обсипають зерном, саджають на подушки, з яких він не може встати, поки не пообідає. По закінченню обіду веселяться до вечора. Повечерявши, запрягають сани і супроводжують Положая додому. Господиня кладе йому в сумку спеціальний хлібець, ковбасу і частину «печениці» (печеного м'яса). Вважається, що якщо Положаї щаслива людина і легкий на руку — весь рік буде вдалим для господарства.
У деяких місцях Хорватії та Сербії в блюдці пророщують пшеницю, щоб вона зазеленіла травичкою до Різдва.
У Словенії до дня св. Варвари приурочено було колядування хлопчиками 12–14 років з побажаннями щастя, за що їм дякували і обдаровували солодощами, горіхами, яблуками, дрібними грошима. Також дотримувався звичай зустрічі першого відвідувача — полазника. Обхід будинків на Варвару здійснювали в східній Словенії, групи дітей десятирічного віку. Входячи в будинок, вони вимовляли благі побажання, що складається з безлічі однотипних фраз-кліше: «Дай Бог вам стільки Курчат, скільки на моїй голові волосків» (далі називалися телята, лошата, свині, трави і т. д.).
У Грузії свято називається «Барбароба». 17 грудня заведено пекти «лобіані» — коржі з квасолею. Прямого зв'язку зі святом немає, але на день свята припадав період посту, тому на свято пекли спеціальні пиріжки, які з часом перетворилися в лобіані.
У Чехії та Словаччині дівчата 10-15 років одягалися св. Варварою («Барбаркі») і ходили по домівках: слухняним дітям дарували подарунки, а неслухняних били мітлою.
У Польщі до нашого часу збереглося шахтарське свято Барбурка.

## На Близькому Сході
Свято відзначається православними християнами в Лівані, Сирії, Йорданії і Палестині 4 грудня. В останні роки в Лівані свято стало православною альтернативою Гелловіну до такої міри, що діти випрошують солодощі та використання світильників Джека як декорацій. Ліванські християни печуть цього дня коржі з горіхами або сиром.
В день святої Варвари насіння пшениці висаджуються на вологу вату і пророслі паростки використовуються як прикраси до Різдва, в пам'ять про легенду, згідно з якою під час втечі святої Варвари від переслідувачів сталося диво: пшениця на полях миттєво виростала, покриваючи її сліди.